# Hisayoshi Harasawa
Hisayoshi Harasawa, född den 3 juli 1992 i Shimonoseki, är en japansk judoutövare.
Han tog OS-silver i de olympiska judo-turneringarna vid olympiska sommarspelen 2016 i Rio de Janeiro i herrarnas tungvikt. Vid olympiska sommarspelen 2020 i Peking var Harasawa en del av Japans lag som tog silver i den mixade lagtävlingen.
Harasawa har även tagit en silvermedalj vid världsmästerskapen 2019, bronsmedalj 2018 samt tre VM-guld i lagtävlingar (2017, 2018 och 2019).